# 리제강 고리

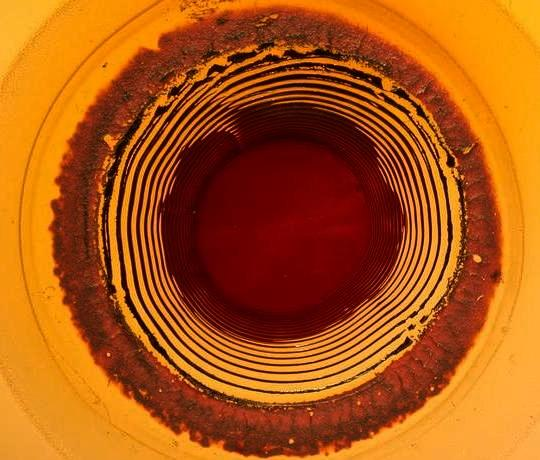

리제강 고리는 라펠 에두아르트 리제강이 발견한 특이한 침전현상이다. 대류가 없는 상태에서 특정 농도 및 조건이 충족되면 발생한다. 우뭇가사리, 젤라틴, 규산제 장치를 이용하여 관찰할 수 있다.

## 역사
이 현상은 1896년 독일의 화학자 라펠 에두아르트 리제강이 최초로 발견하였고, 이후 다른 화학자들의 주목을 받았다. 이크롬산칼륨을 함유한 젤 형태의 막에 질산은 용액 한 방울을 떨어뜨린 후, 몇 시간이 지나자 불용성의 이크롬산은이 날카로운 동심원 구조를 형성한 것이 관찰되었다. 시험관 내에서 위로부터 물질을 확산시킨 경우는 동심원이 아닌 다층 혹은 띠 모양의 형태가 형성되었다.

## 참고 문헌
- Liesegang, R. E.,"Ueber einige Eigenschaften von Gallerten", Naturwissenschaftliche Wochenschrift, Vol. 11, Nr. 30, 353-362 (1896).
- J.A. Pask and C.W. Parmelee, "Study of Diffusion in Glass," Journal of the American Ceramic Society, Vol. 26, Nr. 8, 267-277 (1943).
- K. H. Stern, The Liesegang Phenomenon Chem. Rev. 54, 79-99 (1954).
- Ernest S. Hedges, Liesegang Rings and other Periodic Structures Chapman and Hall (1932).